# Sergi Barjuan i Esclusa
Sergi Barjuan i Esclusa (Les Franqueses del Vallès, 28 de desembre de 1971), conegut futbolísticament com a Sergi, és un futbolista català ja retirat, i actualment entrenador de futbol. Va ser internacional amb la selecció espanyola.

## Carrera esportiva

### Com a jugador
En Sergi comença a jugar a futbol a l'Esport Club Granollers als sis anys. Ja de ben petit destaca per la seva velocitat, la seva tècnica amb la pilota als peus i el seu olfacte golejador (jugant d'extrem esquerre va marcar 72 gols en una sola temporada). A la temporada 1987-1988, amb tan sols 16 anys, culmina la seva estada a Granollers proclamant-se campió de Catalunya juvenil. A la temporada següent comença la seva trajectòria blaugrana; des de juvenil va anar pujant categories fins a arribar al Barça C on el tècnic De la Cruz (i per ordres de Johan Cruyff) comença a col·locar en Sergi de lateral esquerre. Tot seguit puja al Barça B.
Johan Cruyff el fa debutar al primer equip del FC Barcelona el 24 de novembre de 1993 a l'estadi Ali Sami Yen contra el Galatasaray Spor Kulübü en un partit de Copa d'Europa de futbol. En Sergi juga un bon partit i el Barça empata 1 a 1. El següent partit debuta a la Lliga contra el Rayo Vallecano el 28 de novembre, Sergi ja no torna a jugar mai més amb el filial. El gener de 1994 debuta amb el primer equip de la selecció espanyola i marca un gol. Sergi es converteix en titular indiscutible al Barça i a les seleccions espanyola i catalana.
Aquell mateix any es proclama campió de lliga (la famosa lliga del penal fallat pel Deportivo a l'últim minut) i és convocat per jugar el Mundial dels Estats Units de 1994.
Deixa el Barça el juny de 2002 perquè el futur entrenador blaugrana Louis Van Gaal no comptava amb ell. Aquell estiu fitxa per l'Atlètic de Madrid on juga les seves tres últimes temporades com a professional, fins a retirar-se al juny de 2005.

#### Clubs
| Temporada | Club              | Competició       | Partits | Gols |
| --------- | ----------------- | ---------------- | ------- | ---- |
| 1992/93   | FC Barcelona B    | Segona Divisió A | 30      | 3    |
| 1993/94   | FC Barcelona      | Primera Divisió  | 23      | 0    |
| 1994/95   | FC Barcelona      | Primera Divisió  | 34      | 1    |
| 1995/96   | FC Barcelona      | Primera Divisió  | 40      | 0    |
| 1996/97   | FC Barcelona      | Primera Divisió  | 34      | 1    |
| 1997/98   | FC Barcelona      | Primera Divisió  | 31      | 2    |
| 1998/99   | FC Barcelona      | Primera Divisió  | 35      | 0    |
| 1999/00   | FC Barcelona      | Primera Divisió  | 19      | 1    |
| 2000/01   | FC Barcelona      | Primera Divisió  | 33      | 1    |
| 2001/02   | FC Barcelona      | Primera Divisió  | 18      | 0    |
| 2002/03   | Atlètic de Madrid | Primera Divisió  | 27      | 0    |
| 2003/04   | Atlètic de Madrid | Primera Divisió  | 33      | 0    |
| 2004/05   | Atlètic de Madrid | Primera Divisió  | 26      | 0    |

#### Palmarès
- 3 Lligues (1993-94, 97-98 i 98-99)
- 1 Recopa d'Europa (1996-97)[2][3]
- 2 Copes del Rei (1996-97 i 97-98)
- 1 Supercopa d'Europa (1997-98)
- 2 Supercopes d'Espanya (1994-95 i 1996-97)
- 352 partits jugats a Primera Divisió dels quals:
  - 267 amb el FC Barcelona (9 temporades)
  - 85 amb l'Atlètic de Madrid (3 temporades)
- 56 vegades internacional per Espanya (14è jugador de la història amb més partits disputats amb Espanya) jugant:
  - 2 Mundials (Estats Units 1994 i França 1998)
  - 2 Eurocopes (Anglaterra 1996 i Bèlgica-Holanda 2000)
- 9 vegades internacional per Catalunya

## Com a entrenador
Com a entrenador va fitxar pel Real Club Recreativo de Huelva per la temporada 2012-2013. El juny de 2014 va anunciar que deixava el càrrec, després d'haver acumulat amb el Recre un total de 31 victòries, 22 empats i 31 derrotes en lliga. El 6 d'abril de 2015 va fitxar per la UD Almeria després que el club andalús destituís Juan Ignacio Martínez.
L'abril de 2017 entrenà el Reial Club Deportiu Mallorca amb la missió de salvar l'equip illenc del descens sense èxit, i tot seguit el novembre del mateix any fitxà pel Hangzhou Greentown F.C xinès del qual fou cessat el 2019.
L'estiu de 2021 va assumir la direcció de la banqueta del Barça B, fins que el 29 d'octubre de 2021, després del cessament de Ronald Koeman, fou nomenat entrenador interí del primer equip del Futbol Club Barcelona. Dos dies després va debutar com a entrenador a la màxima categoria, en un empat 1–1 a casa contra el Deportivo Alavés.
En el seu segon partit, va guanyar 0-1 contra l'FC Dinamo de Kíev a la fase de grups de la Lliga de Campions de la UEFA 2021–22. La seva etapa com a entrenador interí del primer equip va finalitzar el 8 de novembre de 2021, quan el FC Barcelona va anunciar el fitxatge de Xavi Hernández com a nou entrenador.